# Coccoderus bisignatus
Coccoderus bisignatus là một loài bọ cánh cứng trong họ Cerambycidae.